# 菰野藩
菰野藩（こものはん）は、伊勢国三重郡（現在の三重県三重郡菰野町菰野）に存在した藩。

## 藩史
藩祖は土方雄久の長男・土方雄氏である。雄氏は織田信雄、豊臣家に仕えて伊勢菰野に1万石を領していたが、慶長4年（1599年）に徳川家康と本多正信の主従が画策した「幻の家康暗殺事件」の嫌疑をかけられて所領を没収され、常陸国太田に追放となった。しかし関ヶ原の戦い直前に赦免され、雄氏は伊勢・近江国内に1万2000石の所領を与えられて菰野陣屋を構え、菰野藩を立藩した。第2代藩主・土方雄高は陣屋と城下町を建設し、商工業者を招いて新たに東町・河原町を新設する。また、藩の体制を整備して藩政の基礎を固めた。
しかし以後の藩主が財政において放漫だった結果、菰野藩の財政は逼迫する。このような状況を見た第7代藩主・土方雄年は保守的な家臣団を処罰して緩んだ綱紀の引き締めを図ったが、大坂や駿府の加番勤務、藩内における凶作などの天災から、藩財政は悪化の一途をたどった。第9代藩主・土方義苗は「臨時準備積立法」を制定して年間225俵の米を1割2分の利で13年間も積み立てた。さらに質素倹約や経費節減、灌漑工事などを積極的に行なって財政再建を成し遂げ、文化的には藩校・麗沢館を創設するなどした菰野藩中興の名君であった。第10代藩主・土方雄興のとき、佐々木惣吉が稲の品質改良に努め、種関取米の栽培に見事成功した。また、紅屋善左衛門が現れて菰野茶として売出しをはじめ、嘉永年間には大谷九左衛門が第11代藩主・土方雄嘉の許可を得て、茶園を建設した。
明治4年（1871年）、廃藩置県により廃藩となって菰野県、安濃津県となり、翌年に三重県に編入された。
年貢の取立てが比較的緩やかだったため、明治維新まで一揆がなかった珍しい藩である。

## 歴代藩主
土方家
1万2000石。外様。
| 代 | 氏名                       | 官位            | 在職期間                           | 享年 | 備考                                   |
| -- | -------------------------- | --------------- | ---------------------------------- | ---- | -------------------------------------- |
| 1  | 土方雄氏 ひじかた かつうじ | 従五位下 丹後守 | 慶長5年 - 寛永12年 1600年 - 1635年 | 56   |                                        |
| 2  | 土方雄高 ひじかた かつたか | 従五位下 丹後守 | 寛永12年 - 慶安4年 1635年 - 1651年 | 40   |                                        |
| 3  | 土方雄豊 ひじかた かつとよ | 従五位下 市正   | 承応元年 - 宝永2年 1652年 - 1705年 | 68   | 実父は前藩主・雄高の弟、土方氏久。     |
| 4  | 土方豊義 ひじかた とよよし | 従五位下 丹後守 | 宝永2年 - 享保4年 1705年 - 1719年  | 31   | 前藩主の雄豊は祖父。父の豊高は早世。   |
| 5  | 土方雄房 ひじかた かつふさ | 従五位下 丹後守 | 享保4年 - 寛延3年 1719年 - 1750年  | 48   |                                        |
| 6  | 土方雄端 ひじかた かつまさ | 従五位下 備中守 | 寛延3年 - 宝暦8年 1750年 - 1758年  | 43   | 前藩主の雄房は実兄。                   |
| 7  | 土方雄年 ひじかた かつなが | 従五位下 近江守 | 宝暦8年 - 安永9年 1758年 - 1780年  | 45   |                                        |
| 8  | 土方雄貞 ひじかた かつさだ | 従五位下 丹後守 | 安永9年 - 天明2年 1780年 - 1782年  | 20   | 実父は遠江相良藩初代藩主の田沼意次。   |
| 9  | 土方義苗 ひじかた よしたね | 従五位下 大和守 | 天明2年 - 天保6年 1782年 - 1835年  | 68   | 6代藩主・雄端の孫。                    |
| 10 | 土方雄興 ひじかた かつおき | 従五位下 主殿頭 | 天保6年 - 天保9年 1835年 - 1838年  | 40   |                                        |
| 11 | 土方雄嘉 ひじかた かつよし | 従五位下 備中守 | 天保9年 - 安政5年 1838年 - 1858年  | 30   |                                        |
| 12 | 土方雄永 ひじかた かつなが | 従五位下 大和守 | 安政5年 - 明治3年 1858年 - 1870年  | 34   |                                        |
| 13 | 土方雄志 ひじかた かつゆき | 従五位下        | 明治3年 - 明治4年 1870年 - 1871年  | 76   | 実父は土方久己（10代藩主雄興の娘婿）。 |

## 幕末の領地
- 伊勢国
  - 三重郡のうち - 16村

山田村 (1717石0斗4升6合0勺2才1撮)・水沢村 (1502石9斗6升1合0勺6才0撮)・小山村 (492石2斗8升9合0勺0才1撮)・黒田村 (181石3斗5升8合0勺0才2撮)・西菰野村 (919石9斗6升6合0勺0才3撮)・中菰野村 (384石4斗4升1合0勺1才0撮)・東菰野村 (786石8斗1升8合9勺7才0撮)・福村 (379石2斗7升3合9勺8才7撮)・宿野村 (687石6斗8升5合9勺7才4撮)・神田村 (120石3斗8升4合0勺0才3撮)・森村 (337石3斗4升2合9勺8才7撮)・上鵜川原村 (1061石3斗2升6合0勺5才0撮)・諏訪村 (332石6斗5升8合9勺9才7撮)・池底村 (348石9斗4升6合9勺9才1撮)・吉沢村 (727石1斗6升9合9勺8才3撮)・潤田村 (1341石0斗1升4合0勺3才8撮)		
- 近江国
  - 栗太郡のうち - 3村

羽栗村 (341石9斗4升0合0勺0才2撮)・上笠村 (401石4斗4升6合0勺1才4撮)・南笠村 (348石9斗7升2合9勺9才2撮)